# 2010년 플래시 크래시

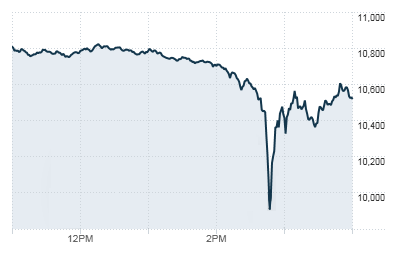
2010년 5월 6일 (동부 표준시 오전 11시~오후 4시) DJIA

2010년 5월 6일 플래시 크래시(영어: May 6, 2010, flash crash)는 2시 45분 크래시(crash of 2:45) 또는 단순히 플래시 크래시(flash crash)로도 알려져 있으며, EDT 오후 2시 32분에 시작되어 약 36분 동안 지속된 미국의 1조 달러 규모 플래시 크래시 (주가 대폭락의 일종)였다.

## 개요
S&P 500, 다우 존스 산업평균지수 및 나스닥 종합주가지수와 같은 주식 지수들이 매우 빠르게 폭락했다가 반등했다. 다우 존스 산업평균지수는 개장 이후 두 번째로 큰 일중 하락폭을 기록했는데, 대부분 몇 분 만에 998.5포인트(약 9%) 급락했다가 손실의 상당 부분을 회복했다. 또한 당시까지 두 번째로 큰 일중 변동폭(point swing)을 기록했는데, 1,010.14포인트였다. 주식, 주식 선물, 옵션, ETF의 가격은 변동성이 컸고, 이에 따라 거래량도 급증했다.:3 2014년 CFTC 보고서는 이를 금융 시장 역사상 가장 격동적인 시기 중 하나로 묘사했다.
2010년 플래시 크래시 이후 도입된 새로운 규제들은 2015년 8월 24일 플래시 크래시 발생 시 투자자를 보호하기에 불충분한 것으로 드러났다. 당시 "많은 ETF의 가격이 기초 가치와 괴리되어 보이는" 현상이 발생했으며, 이에 따라 ETF는 이후 규제 당국과 투자자들의 더 큰 감시를 받게 되었다.
사건 발생 거의 5년 후인 2015년 4월 21일, 미국 법무부는 영국인 금융 트레이더인 나빈더 싱 사라오(Navinder Singh Sarao)에게 사기 및 시장 조작을 포함한 22건의 형사 혐의를 적용했다. 혐의 중에는 스푸핑 알고리즘 사용도 포함되었는데, 그는 플래시 크래시 직전에 수천 개의 E-mini S&P 500 주식 지수 선물 계약에 대한 주문을 제출했으며, 이를 나중에 취소할 계획이었다. 약 2억 달러 상당의 "시장이 하락할 것이라는 베팅"에 해당하는 이 주문들은 취소되기 전 "19,000번 변경되거나 수정되었다." 스푸핑, 레이어링, 그리고 선행매매는 이제 금지되었다.
상품선물거래위원회(CFTC) 조사 결과 사라오는 주식 시장에 영향을 미치고 플래시 크래시를 악화시킨 파생상품 시장의 "주문 불균형에 적어도 상당한 책임이 있다"고 결론지었다. 사라오는 2009년에 상업적으로 이용 가능한 트레이딩 소프트웨어를 사용하여 "자동으로 주문을 빠르게 제출하고 취소할 수 있도록" 코드를 수정함으로써 시장 조작을 시작했다고 알려졌다. 트레이더스 매거진(Traders Magazine)의 기자 존 베이츠(John Bates)는 런던 서부 교외의 부모님 집에서 일하던 36세의 작은 규모 트레이더에게 1조 달러 규모의 주식 시장 폭락을 촉발한 책임을 돌리는 것은 "번개에 불이 났다고 비난하는 것과 다소 비슷하다"고 주장하며, 규제 당국이 "페라리를 잡으려고 자전거를 사용했기" 때문에 조사가 길어졌다고 덧붙였다. 게다가 그는 2015년 4월 현재 트레이더들은 규제 당국과 은행의 새롭고 개선된 자동 거래 시스템 감시에도 불구하고 여전히 시장을 조작하고 영향을 미칠 수 있다고 결론지었다.
2014년 5월, CFTC 보고서는 고빈도 거래자들이 "플래시 크래시를 유발한 것은 아니지만, 다른 시장 참여자들보다 즉각성을 요구함으로써 플래시 크래시에 기여했다"고 결론지었다.
일부 최근의 동료 심사 연구에 따르면 플래시 크래시는 고립된 사건이 아니라 상당히 자주 발생했다. 가오(Gao)와 미즈라흐(Mizrach)는 1993년부터 2011년까지 미국 주식을 연구했다. 그들은 시장 품질의 붕괴(예: 플래시 크래시)가 조사된 매년 발생했으며, 금융 위기를 제외하고 Regulation NMS 도입 이후 그러한 문제들이 감소했음을 보여준다. 또한 그들은 2010년이 플래시 크래시로 악명 높았지만, 시장 품질 붕괴가 과도하게 많았던 해는 아니었음을 보여준다.

## 배경
2010년 5월 6일, 미국 주식 시장은 하락세로 시작했고, 그리스 부채 위기에 대한 우려로 하루 대부분 그 추세를 유지했다. 오후 2시 42분, 다우 지수가 하루 동안 300포인트 이상 하락한 상태에서 주식 시장은 급격히 하락하기 시작하여 5분 만에 추가로 600포인트를 하락하며 오후 2시 47분까지 하루 동안 거의 1,000포인트의 손실을 기록했다. 20분 후인 오후 3시 7분까지 시장은 600포인트 하락분의 대부분을 회복했다.:1 플래시 크래시가 발생한 2010년 5월 당시, 고빈도 거래자들은 미국의 금융 규제를 현대화하고 강화하기 위해 고안된 Regulation NMS로 인한 의도치 않은 결과들을 이용하고 있었다. 주식증권을 위한 미국 국가 시장 시스템을 강화하기 위한 것이었다.:641 미국 증권거래위원회가 공포하고 설명한 Reg NMS는 시장 경쟁을 촉진하여 투자자들이 주문에 대해 최상의 가격을 받도록 보장하는 것을 목표로 했지만, 고빈도 거래자들에게 매력적인 새로운 기회를 창출했다. 스푸핑, 레이어링 및 선행매매와 같은 활동은 2015년까지 금지되었다. 이 규칙은 투자자들이 주식을 거래할 때 가능한 최고의 가격을 받도록 설계되었는데, 비록 그 가격이 주문을 받은 거래소에 있지 않더라도 말이다.:171

## 설명

### 초기 이론
처음에는 규제 기관과 미국 의회가 사고 조사에 착수한다고 발표했지만, 600포인트 폭락에 대한 구체적인 이유는 밝혀지지 않았다. 조사관들은 컴퓨터 자동 거래의 합류나 인간 트레이더의 실수 등 여러 가지 가능한 원인에 집중했다. 첫 주말까지 규제 기관은 트레이더 실수 가능성을 배제하고 뉴욕 증권거래소가 아닌 다른 거래소에서 이루어진 자동 거래에 집중했다. 그러나 대형 선물 거래소인 CME 그룹은 CME 그룹에서 거래되는 주식 지수 선물에 관한 한, 자체 조사에서 이에 대한 증거가 없거나 고빈도 거래가 역할을 했다는 증거가 없으며, 사실 자동 거래가 크래시 기간 동안 시장 안정성에 기여했다고 결론지었다고 밝혔다. 다른 이들은 시장 간 일괄 주문(intermarket sweep order)이 크래시를 촉발하는 데 역할을 했을 수 있다고 추측한다.
폭락을 설명하기 위해 몇 가지 그럴듯한 이론들이 제시되었다.
1. 팻핑거 이론: 2010년 폭락 직후, 여러 보고서에서 이 사건이 팻핑거 오류, 즉 프록터 앤드 갬블 주식에 대한 실수로 인한 대규모 "매도 주문"으로 인해 촉발되었을 수 있으며, 이는 대규모 알고리즘 트레이딩 주문이 해당 주식을 팔도록 유도했다고 밝혔다. 그러나 이 이론은 E-Mini S&P 500 선물 계약의 상당한 하락 이후에 프록터 앤드 갬블의 하락이 발생했다는 것이 밝혀지면서 빠르게 반박되었다.[21][22][23] "팻핑거 거래" 가설은 기존의 CME 그룹 및 ICE 안전장치가 그러한 오류를 방지했을 것이라고 판단됨에 따라 또한 반박되었다.[24]
2. 고빈도 거래자들의 영향: 규제 당국은 고빈도 거래자들이 가격 하락을 악화시켰음을 발견했다. 규제 당국은 고빈도 거래자들이 불확실성에 직면하여 적극적으로 매도하여 포지션을 청산하고 시장에서 철수했다고 판단했다.[25][26][27][28] 국제 증권 규제 기관인 증권감독기구국제협의회(IOSCO)의 2011년 7월 보고서는 "알고리즘과 HFT 기술이 시장 참여자들에 의해 거래 및 위험 관리에 사용되었지만, 그 사용이 분명히 기여 요인이었다"고 결론지었다.[29][30] 다른 이론들은 고빈도 거래자(HFT)의 행동이 플래시 크래시의 근본적인 원인이었다고 주장한다. 난엑스(Nanex) LLC의 호가-매수호가 데이터 분석에 기반한 한 가설은 HFT가 실행 불가능한 주문(호가-매수호가 스프레드 밖에 있는 주문)을 일괄적으로 거래소로 보낸다는 것이다. 이러한 주문의 목적은 공개적으로 알려져 있지 않지만, 일부 전문가들은 그 목적이 노이즈를 증가시키고, 거래소를 마비시키며, 경쟁자들을 속이기 위한 것이라고 추측한다.[31] 그러나 다른 전문가들은 HFT가 이러한 주문으로 이익을 얻을 실질적인 방법이 없기 때문에 의도적인 시장 조작은 가능성이 낮으며, 이러한 주문이 지연 시간을 테스트하고 초기 가격 추세를 감지하기 위해 고안되었을 가능성이 더 높다고 믿는다.[32] 이러한 주문이 존재하는 이유가 무엇이든, 이 이론은 5월 6일에 거래소에 과부하를 걸어 크래시를 악화시켰다고 가정한다.[31][32] 2010년 9월 3일, 사고를 조사하던 규제 당국은 "주문을 제출한 후 거의 즉시 취소하는 방식의 쿼트 스터핑이 혼란의 '주요 요인'은 아니었다"고 결론지었다.[33] 일부는 고빈도 거래가 실제로 플래시 크래시를 최소화하고 역전시키는 데 중요한 요인이었다는 이론을 제시했다.[34]
3. 대규모 방향성 베팅: 규제 당국은 대규모 E-Mini S&P 판매자가 플래시 크래시를 유발하는 일련의 사건들을 촉발했지만, 해당 기업을 밝히지는 않았다.[25][26][27][28] 앞서 일부 조사관들은 플래시 크래시 직전 헤지펀드 Universa Investments에 의한 S&P 500 지수 풋 옵션의 대규모 매수가 주요 원인 중 하나였을 수 있다고 제안했다.[35][36] 다른 보고서에서는 오벌랜드파크에 있는 캔자스주 기업 Waddell & Reed가 시카고 상업거래소에서 약 40억 달러 상당의 E-Mini S&P 500 계약 75,000개를 단일 판매한 것이 이 사건을 촉발했을 수 있다고 추측한다.[37] 다른 이들은 미국 달러 대 일본 엔 환율의 움직임을 의심한다.[38]
4. 시장 구조의 변화: 일부 시장 구조 전문가들은 근본 원인이 무엇이든, 주식 시장이 거래의 분산화로 인해 이러한 종류의 사건에 취약하다고 추측한다.[31]
5. 기술적 결함: 플래시 크래시 직전의 거래소 거래 분석은 뉴욕 증권거래소와 다양한 대체거래시스템(ATS)의 가격 보고에서 기술적 결함을 드러냈으며, 이는 유동성 고갈에 기여했을 수 있다. 이 이론에 따르면, 뉴욕 증권거래소의 기술적 문제로 인해 NYSE 호가가 통합 호가 시스템(CQS)에 보고되는 데 최대 5분까지 지연되었으며, 이는 호가가 현재 유효하다는 타임스탬프를 동반했다. 그러나 일부 시장 참여자(NYSE 자체 호가 보고 시스템인 OpenBook에 접근할 수 있는 참여자)는 정확한 현재 NYSE 호가와 지연되었지만 현재 유효해 보이는 CQS 호가를 모두 볼 수 있었다. 동시에 일부 주식(애플, 소더비스, 일부 ETF)의 가격에도 오류가 있었다. 가격에 혼란을 느끼고 불확실해진 많은 시장 참여자들은 스터브 호가(매우 낮은 매수 호가와 매우 높은 매도 호가)를 게시하여 시장에서 벗어나려고 시도했으며, 동시에 많은 고빈도 거래 알고리즘은 시장 주문(스터브 호가로 체결됨)으로 시장에서 빠져나가려고 시도하여 도미노 효과를 일으켜 플래시 크래시 폭락으로 이어졌다.[39][40]

### SEC/CFTC 보고서
2010년 9월 30일, 그레그 E. 버먼(Gregg E. Berman)이 이끈 거의 5개월간의 조사 끝에, 미국 증권거래위원회(SEC)와 상품선물거래위원회(CFTC)는 "2010년 5월 6일 시장 사건 관련 조사 결과(Findings Regarding the Market Events of May 6, 2010)"라는 공동 보고서를 발표하며 플래시 크래시를 초래한 일련의 사건들을 파악했다.
2010년 공동 보고서는 "시장이 너무 분산되고 취약하여 단일 대규모 거래가 주식을 갑작스러운 하락세로 몰아넣을 수 있음"을 묘사했으며, 비정상적으로 많은 수의 E-Mini S&P 계약을 매도한 대규모 상호 펀드 회사가 어떻게 먼저 이용 가능한 구매자들을 소진시켰는지, 그리고 고빈도 거래자들이 어떻게 공격적으로 매도하기 시작하여 상호 펀드의 매도 효과를 가속화하고 당일 급격한 가격 하락에 기여했는지를 상세히 설명했다.
SEC와 CFTC의 2010년 공동 보고서 자체는 "5월 6일은 시장에 유례없이 격동적인 날로 시작되었다"고 말하며, 이른 오후까지 "전반적으로 부정적인 시장 심리가 이미 일부 개별 증권의 가격 변동성을 증가시키고 있었다"고 언급한다. 오후 2시 32분(EDT), "이례적으로 높은 변동성과 희박해지는 유동성" 속에서 그날 대규모 펀더멘털 트레이더(이들은 Waddell & Reed Financial Inc.인 것으로 알려짐)는 "기존 포지션에 대한 헤지 목적으로 총 75,000개의 E-Mini S&P 계약(약 41억 달러 상당)을 매도하는 매도 프로그램을 시작했다." 보고서는 이것이 이례적으로 큰 포지션이며, 트레이더가 포지션을 거래하는 데 사용한 컴퓨터 알고리즘은 "가격이나 시간을 고려하지 않고 지난 1분 동안 계산된 거래량의 9%를 목표로 실행 속도를 설정"했다고 말한다.
대규모 판매자의 거래가 선물 시장에서 실행되면서, 구매자 중에는 고빈도 거래 회사(고속 거래에 특화되어 특정 포지션을 오랫동안 보유하는 경우가 거의 없는 거래 회사)가 포함되었고, 몇 분 만에 이 고빈도 거래 회사들은 방금 뮤추얼 펀드로부터 인수한 선물 계약을 매도하려고 시도하기 시작했다. 월스트리트 저널은 공동 보고서를 인용하며, "'HFTs[고빈도 거래자들]는 서로에게 계약을 빠르게 사고팔기 시작하여 '핫 포테이토'와 같은 거래량 효과를 만들어냈으며, 동일한 포지션들이 빠르게 오갔다.'" 대규모 판매자와 고빈도 거래 회사들의 결합된 매도는 "E-Mini 가격을 단 4분 만에 3% 하락"시켰다.
SEC/CFTC 보고서에서 발췌:
매도 알고리즘, HFT, 그리고 다른 트레이더들의 결합된 매도 압력으로 인해 E-Mini S&P 500의 가격은 오후 2시 41분 시작부터 오후 2시 44분 말까지 단 4분 만에 약 3% 하락했습니다. 같은 시간 동안 E-Mini S&P 500을 매수한 교차 시장 차익 거래자들은 동시에 주식 시장에서 동일한 양을 매도하여 SPY(S&P 500 지수를 나타내는 상장지수 펀드) 가격도 약 3% 하락시켰습니다.
여전히 펀더멘털 구매자나 교차 시장 차익 거래자로부터 충분한 수요가 없었기 때문에 HFT는 빠르게 계약을 사고팔기 시작하여 동일한 포지션이 빠르게 오가는 '핫 포테이토' 거래량 효과를 만들어냈습니다. 오후 2시 45분 13초부터 오후 2시 45분 27초까지 HFT는 27,000개 이상의 계약을 거래했으며, 이는 총 거래량의 약 49%를 차지했지만, 순 추가 매수는 약 200개 계약에 불과했습니다.

선물 시장의 가격이 하락하면서 주식 시장으로 파급 효과가 나타났다. 대부분의 고빈도 거래 회사들이 시장 활동을 추적하는 데 사용하는 컴퓨터 시스템은 거래를 일시 중지하기로 결정했고, 이 회사들은 그 후 거래를 축소하거나 아예 시장에서 철수했다.
뉴욕 타임스는 "자동화된 컴퓨터 거래자들이 주식 시장에서 매수 및 매도의 급격한 증가를 감지하자 거래를 중단했다"고 언급했다. 컴퓨터화된 고빈도 거래자들이 주식 시장에서 빠져나가면서 발생한 유동성 부족은 "프록터 앤드 갬블 및 액센츄어와 같은 일부 주요 기업의 주가가 1페니까지 하락하거나 100,000달러까지 상승하는" 결과를 초래했다. 이러한 극심한 가격은 또한 "시장 내부자" 때문이기도 했다. 이들은 일반적으로 주문을 거래소로 보내지 않고 자체 재고에서 고객 주문으로 거래하는 회사들로, "'대부분의 소매 주문'을 공개 시장으로 유도했으며, 이는 줄어드는 유동성을 더욱 흡수하는 비정상적인 매도 압력의 홍수였다."
일부 기업들이 시장에서 빠져나갔지만, 시장에 남아있던 기업들은 하락세 동안 "'공격적인 매도를 강화'했기 때문에 가격 하락을 더욱 악화시켰다." 위기 동안 고빈도 기업들은 다른 기업들과 마찬가지로 순매도자였으며, 이는 폭락에 기여했다.
공동 보고서는 계속해서 다음과 같이 밝혔다. "오후 2시 45분 28초에 시카고 상업거래소('CME') 스톱 로직 기능이 작동되어 추가적인 가격 하락의 연쇄 반응을 막기 위해 E-Mini 거래가 5초간 중단되었다. 그 짧은 시간 동안 E-Mini의 매도 압력이 부분적으로 완화되고 매수 관심이 증가했다. 오후 2시 45분 33초에 거래가 재개되자 가격은 안정되었고 곧 E-Mini가 회복되기 시작했으며, 이어서 SPY도 회복되었다." 잠시 후, 시장 참여자들이 "자료와 시스템의 무결성을 확인하고 반응할 시간을 갖게 되면서 매수 및 매도 관심이 돌아왔고 질서 있는 가격 발견 과정이 작동하기 시작했으며", 오후 3시까지 대부분의 주식은 "실제 합의 가치를 반영하는 가격으로 다시 거래되기 시작했다."

### SEC/CFTC 보고서에 대한 비판
104페이지 분량의 SEC/CFTC 2010년 보고서가 발표된 지 몇 시간 후, 수많은 비평가들은 단일 주문(Waddell & Reed의 주문)이 사건을 촉발했다고 비난하는 것은 위선적이라고 주장했다. 특히 CME는 24시간 이내에 SEC/CFTC의 설명에 반대하는 이례적인 보도자료를 발표했다:
선물 및 옵션 시장은 헤지 및 위험 이전 시장입니다. 보고서는 기관 자산 관리자가 글로벌 경제 사건과 그날의 근본적으로 악화되는 시장 상황에 대응하여 750억 달러 투자 포트폴리오의 일부 위험을 헤지하기 위해 진정한 헤지 거래 시리즈, 총 75,000개 계약을 체결한 것을 언급합니다. 75,000개 계약은 5월 6일 E-Mini S&P 500 총 거래량 570만 개 계약의 1.3%에 해당하며, 주문이 체결된 시간 동안의 거래량의 9% 미만이었습니다. 우세한 시장 심리는 이러한 주문이 체결되기 훨씬 전부터 명확했으며, 주문과 그 입력 방식 모두 합법적이고 시장 관행과 일치했습니다. 이러한 헤지 주문은 상대적으로 소량으로 입력되었으며, 시장 유동성에 동적으로 적응하도록 설계되어 시장에서 체결된 거래량의 9%를 목표로 참여했습니다. 시장에서 상당한 거래량이 발생한 결과, 헤지는 약 20분 만에 완료되었으며, 참가자의 거래량 절반 이상은 시장이 하락하는 동안이 아니라 상승하는 동안 체결되었습니다. 또한, 이 참가자의 총 주문 규모는 다른 시장 참여자들에게 알려지지 않았습니다.
덧붙여, 5월 6일 E-Mini S&P 500 선물 시장에서 가장 급격한 하락 시기는 오후 1시 45분 28초에 형성된 시장 바닥 직전 3분 30초 동안 발생했습니다. 그 기간 동안 포트폴리오를 헤지하는 참가자는 시장 총 매도량의 5% 미만을 차지했습니다.

로런스 버클리 국립연구소의 혁신 금융 기술 센터 소장인 데이비드 라인웨버(David Leinweber)는 포트폴리오 관리 저널로부터 사설을 써달라는 요청을 받았고, 그는 정부의 기술적 역량과 오늘날의 시장을 연구할 수 있는 능력 부족을 공개적으로 비판했다. 라인웨버는 다음과 같이 썼다.
SEC와 CFTC 수장들은 자신들이 IT 박물관을 운영하고 있다고 자주 지적합니다. 그들은 그것을 증명하는 사진 증거를 가지고 있습니다. 뉴욕 타임스(2010년 9월 21일)가 플래시 크래시의 SEC 담당자인 그레그 버먼의 사진을 위해 찾을 수 있었던 가장 기술적인 배경은 다섯 대의 PC, 블룸버그 터미널, 프린터, 팩스, 그리고 벽에 걸린 여러 개의 큰 시계가 있는 코너였습니다.
현재 IT 유물의 불충분함을 더 잘 보여주는 척도는 5월 6일 크래시에 대한 SEC/CFTC 보고서가 2010년 9월 30일에 발표되었다는 것입니다. 역사상 가장 격렬했던 5분간의 시장 데이터를 분석하는 데 거의 5개월이 걸렸다는 것은 용납할 수 없습니다. CFTC 위원장 겐슬러는 특히 데이터 수집 및 분석에 "막대한" 노력이 필요했기 때문에 지연이 발생했다고 비난했습니다. 정말 엄청난 혼란입니다.

고빈도 데이터 분석 전문 선도 기업인 난엑스(Nanex) 또한 CFTC 연구의 여러 불일치를 지적했다:
인터뷰와 6,438개의 W&R 체결과 해당 시간 동안의 147,577개의 CME 체결을 독립적으로 일치시켜 본 결과, W&R이 사용한 알고리즘은 유동성을 전혀 취하지 않았으며 필요로 하지도 않았다는 것을 확실히 알고 있습니다. 그것은 항상 시장 위에 매도 주문을 게시하고 구매자를 기다렸으며, 매수/매도 스프레드를 넘어서는 거래를 하지 않았습니다. 이는 6,438개의 거래 중 어느 것도 매수 호가를 매도하여 체결되지 않았다는 의미입니다. (...) [그렇기 때문에] 키릴렌코의 논문 36페이지의 진술은 그들의 분석의 신뢰성에 심각한 의문을 제기합니다. (...) "매도 프로그램"이 W&R 계약을 매도하는 알고리즘을 지칭한다고 널리 믿어지고 있습니다. 그러나 위의 진술을 바탕으로 볼 때, 이것은 사실일 수 없습니다. 매도 프로그램은 다른 알고리즘을 지칭해야 하거나, 논문이 매수 호가를 매도한 거래를 W&R 알고리즘에 의한 체결로 잘못 식별했기 때문에 키릴렌코의 분석은 근본적으로 결함이 있습니다.

### 학술 연구

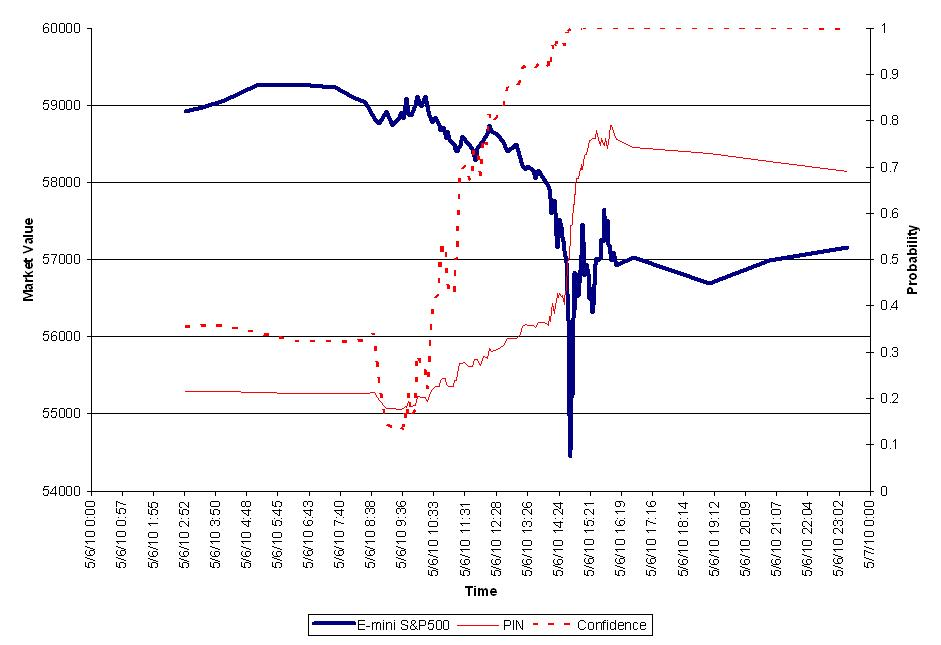
"주문 흐름 독성"(CDF [VPIN]으로 측정)은 플래시 크래시 한 시간 전에 역사적으로 최고 수준에 달했다

2011년 7월, 플래시 크래시의 원인에 대한 이론 중 저널 인용 보고서에 등재된 피어 리뷰 과학 저널에 발표된 것은 단 하나뿐이었다. 2011년에는 2010년 붕괴 한 시간 전 주식 시장이 이전 역사상 가장 높은 "독성 주문 불균형" 수치를 기록했다고 보고되었다. 이 2011년 논문의 저자들은 붕괴 몇 분 전과 몇 시간 전의 가격 움직임을 이해하기 위해 널리 받아들여지는 시장 미시구조 모델을 적용했다. 이 논문에 따르면, "주문 흐름 독성"은 정보통 투자자(예: 헤지펀드)가 정보 없는 투자자(예: 마켓 메이커)를 역선택할 확률로 측정될 수 있다. 이를 위해 그들은 유동성이 제공되는 조건을 실시간으로 추정하는 VPIN(Volume-Synchronized Probability of Informed Trading) 흐름 독성 측정 지표를 개발했다. 주문 불균형이 너무 독성이 강해지면, 마켓 메이커들은 시장에서 강제로 철수하게 된다. 그들이 철수하면 유동성이 사라지는데, 이는 전체 거래량에서 독성 흐름의 집중을 더욱 증가시키고, 이는 다시 피드백 메커니즘을 촉발하여 더 많은 마켓 메이커들을 강제로 철수시킨다. 이러한 연쇄 효과는 과거에 수백 건의 유동성 유발 폭락을 야기했으며, 플래시 크래시가 그 중 하나의 (주요) 예이다.

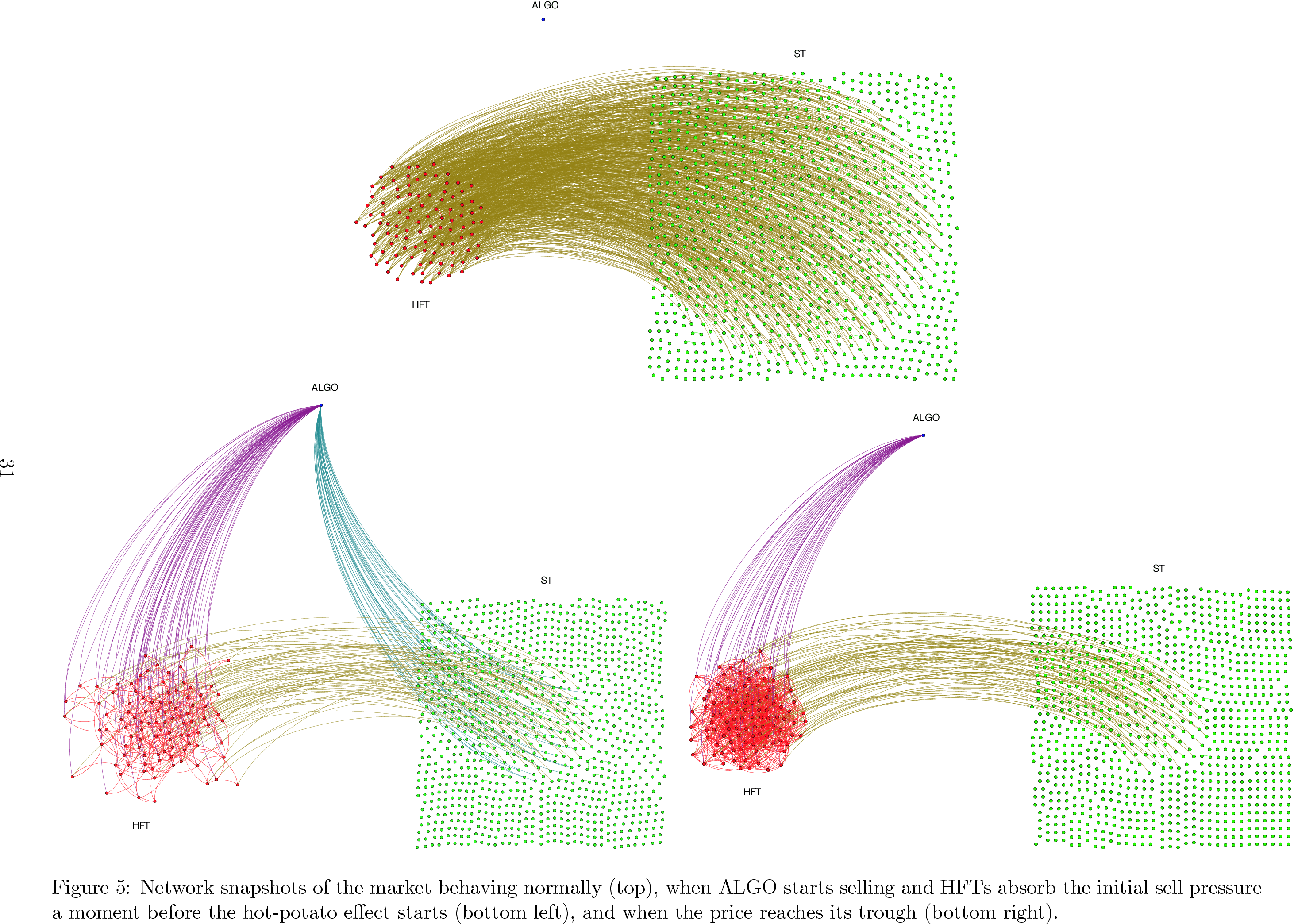
시뮬레이션된 플래시 크래시 중 시장의 네트워크 시점. 이 그림은 시스템 내 다양한 참여자들 간의 거래 행동을 보여준다.

하지만 2013년에 발표된 독립적인 연구들은 2010년 붕괴 한 시간 전에 주식 시장이 "독성 주문 불균형"의 역사상 최고치를 기록했다는 주장에 강하게 이의를 제기했다. 특히, 2011년 앤더슨(Andersen)과 본다렌코(Bondarenko)는 VPIN 생성자들이 사용한 두 가지 주요 버전, 즉 표준 틱 규칙(TR-VPIN) 기반 버전과 벌크 볼륨 분류(BVC-VPIN) 기반 버전에 대한 포괄적인 조사를 수행했다. 그들은 크래시 한 시간 전 TR-VPIN (BVC-VPIN) 값은 "이전 71일(189일)에 넘어섰으며, 크래시 이전 샘플의 11.7%(31.2%)를 차지한다"는 것을 발견했다. 마찬가지로, 크래시 시작 시 TR-VPIN (BVC-VPIN) 값은 "이전 26일(49일)에 정점을 찍었으며, 크래시 이전 샘플의 4.3%(8.1%)를 차지한다"고 밝혔다.
2010년 5월 6일 "주문 흐름 독성" 증가의 원인은 Easley, Lopez de Prado, O'Hara의 2011년 출판물에서는 밝혀지지 않았다. 2010년 5월 6일 독성 주문 흐름의 주요 원천이 공공 투자자를 대표하는 기업이었는지 또는 중개인이거나 다른 자체 거래자였는지는 또 다른 플래시 크래시를 방지하기 위해 제시된 규제 제안에 상당한 영향을 미칠 수 있다. 블룸버그에 따르면, VPIN 지표는 논문의 세 저자인 코넬 대학교의 모린 오하라와 데이비드 이슬리, 그리고 튜더 투자사의 마르코스 로페스 데 프라도가 제출한 특허 출원 중인 대상이다.
로런스 버클리 국립연구소 과학자들이 수행한 VPIN 연구는 S&P 500 선물에 대한 Easley, Lopez de Prado, O'Hara의 2011년 VPIN 결론을 인용했지만, VPIN이 크래시 한 시간 전에 역사상 최고치를 기록했다는 주장에 대한 독립적인 확인은 제공하지 않았다.
적절한 매개변수를 사용하면, [Easley, Lopez de Prado, O'Hara]는 2010년 5월 6일 플래시 크래시가 발생하기 한 시간 이상 전에 VPIN[의 누적 분포 함수]이 0.9에 도달한다는 것을 보여주었다. 이는 현재까지 알려진 가장 강력한 조기 경고 신호이다.

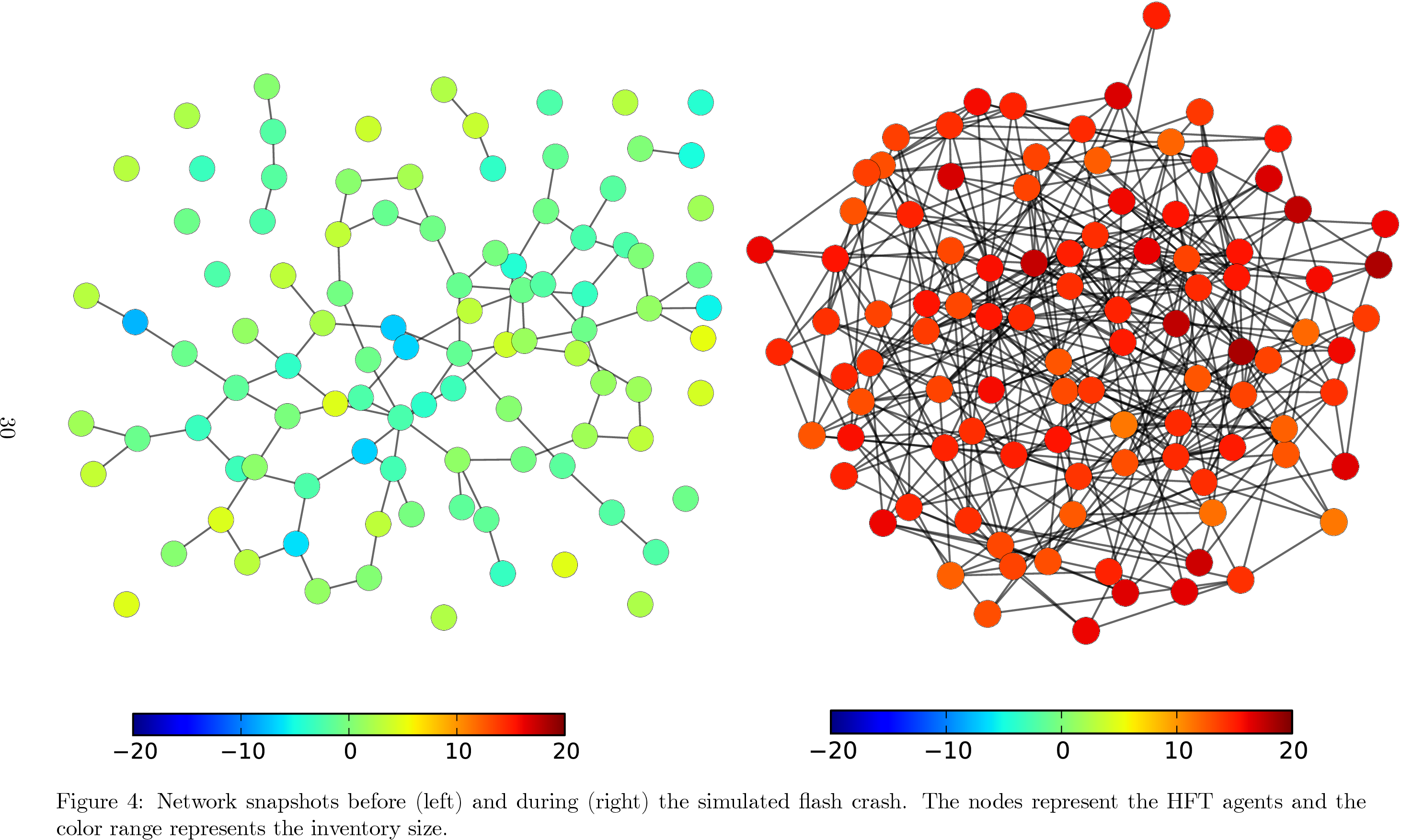
시뮬레이션된 플래시 크래시 전(왼쪽)과 중(오른쪽)의 네트워크 스냅샷. 주문장 내 마지막 400건의 거래는 서로 거래하는 HFT 에이전트를 연결하여 플롯된다. 노드 색상은 HFT 에이전트의 재고 규모를 나타낸다. 시장이 정상적으로 작동할 때(왼쪽 부분 그림), 거의 모든 HFT 에이전트는 재고를 통제하고 있다(초록색). 크래시 기간(오른쪽)에는 대부분의 HFT 에이전트가 대규모 재고를 확보하고(빨간색) 네트워크가 고도로 상호 연결되어 있다. 거래의 85% 이상이 HFT-HFT 거래이다.

상품선물거래위원회의 수석 경제학자와 몇몇 학술 경제학자들은 플래시 크래시의 거래 데이터에 대한 검토와 실증 분석을 담은 워킹 페이퍼를 발표했다. 저자들은 플래시 크래시 당시 구매자와 판매자의 특성 및 활동을 조사하여, 대규모 판매자인 상호 펀드 회사가 이용 가능한 근본적인 구매자를 소진시킨 후 중개인, 특히 고빈도 매매 회사들의 연쇄적인 매도를 촉발했음을 밝혔다. 앞서 언급된 SEC/CFTC 보고서와 마찬가지로, 저자들은 이 연쇄적인 매도를 "핫 포테이토 거래"라고 부르며, 고빈도 회사들이 꾸준히 하락하는 가격으로 포지션을 빠르게 획득하고 청산하는 것을 의미한다.
저자들은 다음과 같이 결론지었다.
우리의 분석에 따르면, 고빈도 거래자들은 전통적인 시장 조성의 정의와 일치하지 않는 거래 패턴을 보인다. 특히, 고빈도 거래자들은 가격 변동 방향으로 공격적으로 거래한다. 이러한 활동은 전체 거래량의 상당 부분을 차지하지만, 상당한 재고 축적으로 이어지지는 않는다. 결과적으로, 정상적인 시장 상황이든 높은 변동성 기간이든, 고빈도 거래자들은 대규모 포지션을 축적하거나 대규모 손실을 흡수할 의사가 없다. 또한, 그들의 더 높은 거래량에 대한 기여는 기본 거래자들에 의해 유동성으로 오인될 수 있다. 마지막으로, 그들의 포지션을 재조정할 때, 고빈도 거래자들은 유동성 경쟁을 벌여 가격 변동성을 증폭시킬 수 있다.
따라서 우리는 기술과 관계없이, 대규모 거래자들이 중개인들이 일시적으로 보유할 의사가 있는 양보다 더 많은 양을 매수하거나 매도하려 함으로써 불균형이 발생하고, 동시에 상당한 가격 양보가 제시되더라도 장기적인 유동성 공급자들이 나타나지 않을 때 시장이 취약해질 수 있다고 믿는다.

네이처 피직스에 발표된 역동적인 복잡 네트워크에 대한 최근 연구(2013년)에 따르면, 2010년 플래시 크래시는 임계 행동을 보이는 네트워크 시스템에서 "회피된 전이(avoided transition)" 현상의 한 예일 수 있다.

### 시장 조작 증거 및 체포
2015년 4월, 자폐증을 앓고 있는 런던 기반의 포인트 앤 클릭 트레이더인 나빈더 싱 사라오(Navinder Singh Sarao)는 플래시 크래시에서 자신의 역할과 관련하여 체포되었다. 미국 법무부가 제기한 형사 고발에 따르면, 사라오는 자동화된 프로그램을 사용하여 대규모 매도 주문을 생성하여 가격을 낮춘 다음, 더 낮은 시장 가격에 매수하기 위해 이를 취소했다고 한다. 미국 상품선물거래위원회는 사라오에 대해 민사 소송을 제기했다. 2015년 8월, 사라오는 5만 파운드의 보석금으로 풀려났으며, 미국 법무부와의 완전 송환 심리는 9월로 예정되었다. 사라오와 그의 회사인 Nav Sarao Futures Limited는 2009년부터 2015년까지 거래를 통해 4천만 달러 이상의 이익을 얻은 것으로 알려졌다.
송환 절차에서 그는 리처드 이건 of Tuckers Solicitors의 변호를 받았다.
2017년 사라오의 변호인들은 그의 모든 자산이 도난당하거나 잘못된 투자로 손실되었다고 주장한다. 사라오는 보석으로 풀려났고, 거래가 금지되었으며, 아버지의 보살핌을 받게 되었다.
사라오는 전자 사기 1건과 스푸핑 1건에 대해 유죄를 인정했다. 2020년 1월, 그는 징역형 없이 1년의 가택 연금형을 선고받았다. 이 형량은 검찰이 사라오가 자신들에게 크게 협력했고, 탐욕에 의해 동기가 부여된 것이 아니며, 아스퍼거 증후군 진단을 받았다는 점을 강조한 결과로 비교적 관대했다.

## 여파

### 주식 시장 반응
주식 시장 이상 현상으로, 주요 시장 지수들은 9% 이상 하락했다 (2010년 5월 6일 오후 2시 45분경 약 15분 동안 약 7% 하락 포함) 그 후 부분적으로 반등했다. 일시적으로 1조 달러의 시장 가치가 사라졌다. 주식 시장이 폭락하는 일은 있지만, 즉각적인 반등은 전례가 없는 일이다. S&P 500에 포함된 8개 주요 기업의 주식은 액센츄어, CenterPoint Energy, 엑셀론 등을 포함하여 잠시 동안 주당 1센트까지 떨어졌으며, 소더비스, 애플, 휴렛 팩커드 등 다른 주식들은 10만 달러 이상으로 가치가 급등했다. 특히 프록터 앤드 갬블은 거의 37%까지 폭락했다가 몇 분 만에 원래 수준으로 다시 반등했다.
유럽의 유로화 구제금융 패키지에 힘입어 주식은 다음 날에도 계속 반등했다. S&P 500은 일주일 만에 모든 손실을 만회했지만, 곧 다시 매도가 우세해지면서 지수는 2주 만에 더 낮은 수준에 도달했다.

### 의회 청문회
나스닥은 플래시 크래시에 대한 미국 의회 자본 시장 및 정부 지원 기업 소위원회 청문회에서 이상 현상에 대한 시간표를 발표했다. 나스닥의 시간표는 NYSE Arca가 초기 역할을 했을 수 있으며, 시카고 옵션거래소가 NYSE Arca가 "NBBO(National best bid and offer)를 벗어났다"는 메시지를 보냈음을 나타낸다. 시카고 옵션거래소, 나스닥, 나스닥 OMX BX 및 BATS 거래소는 모두 NYSE Arca에 대해 자체 구제를 선언했다.
SEC 의장 메리 샤피로는 주당 1센트에 거래된 특정 주식에서 "스터브 쿼트"가 역할을 했을 수 있다고 증언했다.
샤피로에 따르면:
가치 있는 주식이 1페니에 체결되는 터무니없는 결과는 "스터브 쿼트"라는 관행의 사용에 기인했을 가능성이 높습니다. 주식에 대한 시장 주문이 제출될 때, 사용 가능한 유동성이 이미 소진된 경우 시장 주문은 가격에 관계없이 다음으로 사용 가능한 유동성을 찾게 됩니다. 시장 조성자의 유동성이 고갈되었거나 유동성을 제공할 의사가 없는 경우, 예를 들어 특정 주식을 1페니에 매수하겠다는 제안과 같이 "스터브 쿼트"를 제출할 수 있습니다. 스터브 쿼트는 본질적으로 플레이스홀더 쿼트인데, 왜냐하면 그 쿼트는 결코 도달되지 않을 것이라고 생각되기 때문입니다. 시장 주문이 유동성을 찾고 유일하게 사용 가능한 유동성이 1페니짜리 스터브 쿼트인 경우, 시장 주문은 그 조건에 따라 스터브 쿼트에 대해 체결됩니다. 이러한 면에서 자동화된 거래 시스템은 결과에 관계없이 코딩된 논리를 따를 것이며, 인간의 개입은 이러한 주문이 터무니없는 가격에 체결되는 것을 막았을 것입니다. 아래에서 언급했듯이, 저희는 의도되지 않은 스터브 쿼트 표시 관행을 검토하고 있습니다.

### 거래 제한
관계자들은 새로운 거래 제한, 즉 서킷 브레이커가 2010년 12월 10일에 종료되는 6개월 시범 운영 기간 동안 테스트될 것이라고 발표했다. 이 서킷 브레이커는 5분 동안 S&P 500 주식이 10퍼센트 이상 상승하거나 하락하면 5분 동안 거래를 중단시킬 것이다. 서킷 브레이커는 뉴욕 증권거래소에 상장된 S&P 500 주식 중 404개에만 설치될 예정이었다. 첫 서킷 브레이커는 6월 11일 금요일에 S&P 500 기업 중 5개에만 설치되어 실험되었다. 이 5개 주식은 EOG Resources, Genuine Parts, Harley Davidson, Ryder System 및 Zimmer Holdings였다. 6월 14일 월요일까지 44개, 6월 15일 화요일까지 223개로 늘어났으며, 6월 16일 수요일까지 모든 404개 기업에 서킷 브레이커가 설치되었다. 2010년 6월 16일, 워싱턴 포스트 컴퍼니의 주식 거래는 새로운 서킷 브레이커를 발동시킨 첫 번째 주식이 된 후 5분간 중단되었다. 3건의 잘못된 NYSE Arca 거래가 주가 급등의 원인이라고 알려졌다.
5월 6일, 시장은 시장 참여자들에게 투명하지 않은 방식으로 기준 가격에서 60% 이상 벗어난 거래만 취소했다. 이 임의적인 조치로 인해 발생한 '승자'와 '패자' 목록은 공개된 적이 없다. 잘못된 거래를 취소하는 명확하고 투명한 기준을 설정함으로써 새로운 규칙은 어떤 거래가 취소될지에 대한 사전 확실성을 제공하고 시장 참여자들이 위험을 더 잘 관리할 수 있도록 도울 것이다.
2010년 "플래시 크래시" 1주년을 앞두고 월스트리트 저널에 실린 2011년 기사에서는 고빈도 거래자들이 주식 시장에서 덜 활동적이었다고 보도되었다. 이 저널의 또 다른 기사는 고빈도 거래자들의 거래가 2009년 61%에서 주식 시장 거래량의 53%로 감소했다고 밝혔다. 전 델라웨어 주 상원 의원 에드워드 E. 카우프만과 미시간 주 상원 의원 칼 레빈은 플래시 크래시 1년 후인 2011년 뉴욕 타임스에 사설을 게재하여, SEC가 재발 방지를 위해 조치를 취하지 않는 것으로 보이는 것에 대해 날카롭게 비판했다.
2011년에 고빈도 거래자들은 변동성과 거래량이 낮아짐에 따라 주식 시장에서 멀어졌다. 2011년 첫 4개월 동안 뉴욕 증권거래소와 나스닥 증권거래소의 평균 일일 거래량은 2010년 대비 15% 감소하여 하루 평균 63억 주를 기록했다. 2011년 내내 거래 활동은 감소하여 4월의 일일 평균 58억 주는 2008년 5월 이후 가장 낮은 월별 기록이었다. 2008년부터 2010년 상반기까지 빈번했던 주가 급등락은 시카고 옵션거래소 변동성 지수인 VIX 지수가 2011년 4월에 2007년 7월 이후 최저 수준으로 떨어지면서 감소세로 전환되었다.
이러한 2011년의 거래 활동량은 어느 정도 금융 위기 및 그 여파 기간보다 더 자연스러운 수준으로 간주되었다. 일부는 당시의 높은 거래 활동량이 투자자들의 수요를 정확하게 반영한 것이 아니라고 주장했다. 이는 데이 트레이딩 헤지펀드 간에 증권을 주고받는 컴퓨터 기반 거래자들의 활동을 반영한 것이었다. 플래시 크래시는 이러한 환영적인 유동성을 드러냈다. 2011년에 고빈도 거래 회사들은 선물 및 통화와 같이 변동성이 높은 시장에서 점차 더 활발하게 활동하기 시작했다.
2011년에 고빈도 거래자들의 거래량은 통화 및 상품을 포함한 선물 시장 전체 거래량의 28%를 차지했으며, 이는 2009년의 22%보다 증가한 수치였다. 그러나 상품 및 통화 시장에서 컴퓨터 및 고빈도 거래의 성장은 해당 시장에서 일련의 "플래시 크래시"와 동시에 발생했다. 구매자와 판매자를 연결하고 시장에 유동성을 제공하는 인간 시장 조성자의 역할은 점점 더 컴퓨터 프로그램에 의해 수행되었다. 만약 이러한 프로그램 트레이더들이 시장에서 철수하면, 대규모 "매수" 또는 "매도" 주문이 갑작스럽고 큰 변동을 초래할 수 있었다. 전문 투자자에 따르면, 이는 주식 시장에서처럼 예상치 못한 왜곡의 가능성을 증가시켰을 것이다. 2011년 2월, 설탕 시장은 단 1초 만에 6% 하락했다. 2011년 3월 1일, 코코아 선물 가격은 인터콘티넨털 익스체인지에서 1분도 채 되지 않아 13% 하락했다. 코코아는 450달러 하락하여 톤당 3,217달러 최저치를 기록한 후 빠르게 반등했다. 미국 달러는 2011년 3월 16일 엔화 대비 5% 하락하여 단 몇 분 만에 역대 최대 하락폭 중 하나를 기록했다. 전 코코아 트레이더에 따르면: "전자 플랫폼은 너무 빨라서 인간이 할 수 있었던 것처럼 속도를 늦추지 못합니다."
2012년 7월, SEC는 Consolidated Audit Trail (CAT)이라는 새로운 시장 감시 도구를 만들기 위한 이니셔티브를 시작했다. 2015년 4월 현재, SEC 의장 메리 조 화이트와 의회 의원들의 CAT 지원에도 불구하고, 프로젝트 완료 작업은 계속 지연되고 있었다.

## 미디어에서

### 도서
- 로버트 해리스의 《더 피어 인덱스》(2011)[95]
- 리암 본(Liam Vaughan)의 《플래시 크래시》(2020)[96]

### 영화
- 플래시 크래시 (발표됨)[97]
- 블룸버그 퀵테이크: 플래시 크래시 트레이더의 5천만 달러짜리 거친 여정[98]